# Castell de Farners
El Castell de Farners és una construcció romànica del segle xi ubicada al terme municipal de Santa Coloma de Farners.

## Història
Apareix documentat el 1046 al jurament de fidelitat del vescomte Ramon Folc I de Cardona al comte Ramon Berenguer I.
El castell era un feu del vescomtat de Cardona i la castlania la van ostentar la família Farners fins al segle xiii, en què va passar als Vilademany. El 1240 Pere Ramon de Vilademany el va cedir en testament al seu fill Arnau i va lligar la dependència senyorial al vescomte Ramon Folc IV de Cardona. Hi va haver discrepàncies a finals del segle xiii entre la sobirania que exercia el rei Pere el Gran, que reclamava la potestat del castell al vescomte Ramon Folc VI de Cardona, i aquest, que es resistia a cedir-la, la qual cosa va arribar a crear un greu problema de jurisdicció fins ben passat el segle xiv.
El castell també va tenir episodis destacats en la guerra civil catalana contra Joan II: el van ocupar els remences el 1485 i després de la Sentència Arbitral de Guadalupe va tornar a ser ocupat altre cop pels pagesos condemnats, que n'havien quedat exclosos dels beneficis. Després de Joan Pere de Vilademany va passar a Carles de Vilademany i de Cruïlles, i els últims senyors del patrimoni dels Vilademany van ser els comtes d'Aranda i el seu successor, el duc d'Híjar.
El seu darrer ús data del segle xviii, quan fou ocupat per un regiment borbònic arran de la Guerra de Successió.

## Arquitectura
El castell té una superfície de 200 m² en planta trapezial irregular. De la primera època constructiva es conserven els amples murs baixos (uns 4 metres, amb una ampliació de 2 metres datada en el segle XIV-XV) i la torre sobirana, de 8,40 metres de diàmetre, una alçada de 12 metres i amb la porta d'accés situada a 7 metres de terra. L'accés principal del castell és una porta a l'oest, amb arc de mig punt rebaixat, protegida per un reducte de 2,75 x 1,75 amb tres espitlleres. A tramuntana, hi ha una petita porta que comunica amb el Turó del Vent. Tots els murs estan rematats amb merlets.
Al peu del cim on s'enfila el castell hi ha una plana amb l'ermita de la Mare de Déu de Farners original del segle xiii, però totalment reconstruïda al xviii.